# 永川皇甫氏
永川皇甫氏（ヨンチョヌァンボし、영천황보씨）は、朝鮮の氏族の一つ。本貫は慶尚北道永川市である。2015年の調査では、10,001人である。
中国の唐から新羅に帰化した皇甫鏡が朝鮮の皇甫氏の始まりであり、永川皇甫氏の始祖は皇甫鏡の曾孫の皇甫能長である。皇甫能長は、高麗太祖を支援して三韓統一に功績を挙げ、金剛城将軍と永川府院君に封ぜられ、永川を本貫にして永川皇甫氏を創始した。